# František Skalík
František Skalík (22. ledna 1867, Ostrožská Nová Ves – 10. prosince 1904, tamtéž) byl básník, překladatel, kněz, spoluzakladatel Katolické moderny.

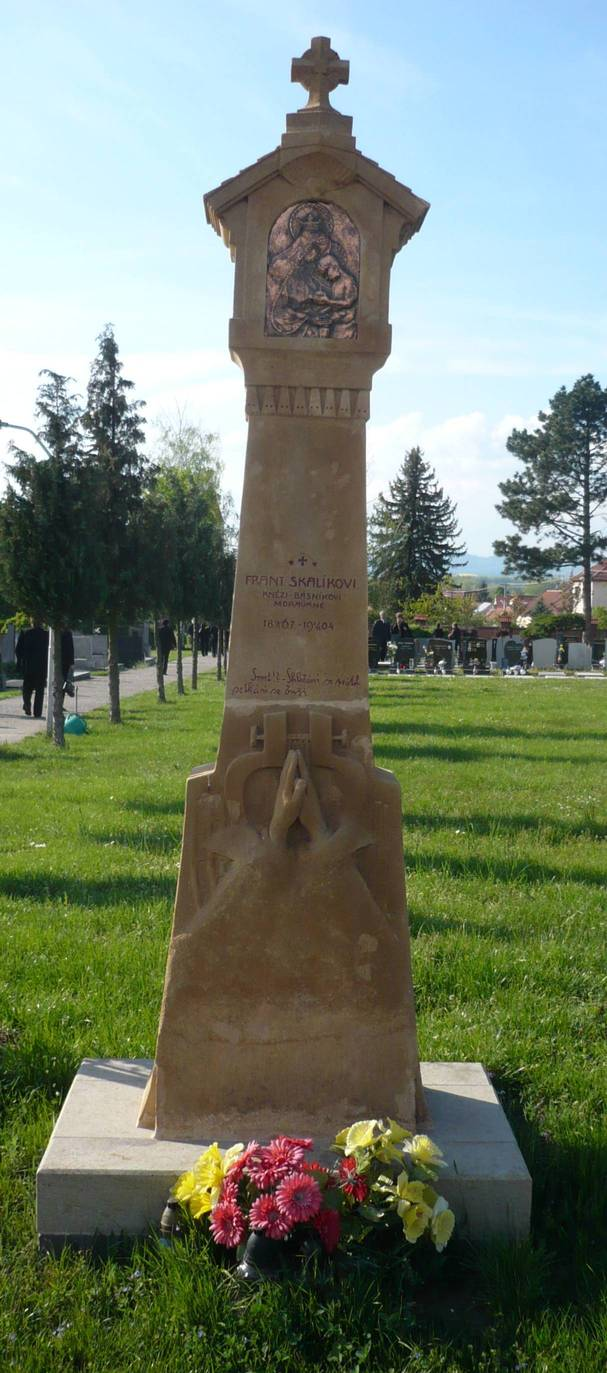
František Bílek - pomník Františka Skalíka

## Studia
Vystudoval české gymnázium v Olomouci, poté teologickou fakultu v Olomouci. Vysvěcen v roce 1891.
Působil v Želechovicích, Dobromilicích na Hané, Uherském Brodě a u hraběte Harracha ve Vídni a v Brucku, přispíval do časopisů Obzor, Museum a Nový život.
Je pohřben v Ostrožské Nové Vsi. Pomník s motivem sepjatých rukou vytvořil František Bílek.

## Dílo
Próza: Jiskry Eucharistické. Olomouc: R. Promberger 1894, Moriturus. Časopis Nový život 1905, od čísla 3.
Poezie: Sursum corda. Praha: 1893, Bůh a svět. Uherský Brod: 1898
Překlady: Malý biblický dějepis Bedřicha Justa Knechta. Frýburk v Breisgavě: 1898, z hebrejštiny přeložil žalmy - časopis Nový život: 1905